# عالم وراثة
عالم الوراثة (بالإنجليزية: Geneticist)‏ هو عالم أحياء يتخصص بدراسة الوراثة والجينات والإختلافات الوراثية والتوريث.

## الوصف
يُمكن أن يكون عالم الوراثة محاضراً أو باحثاً. بعض علماء الوراثة يقوموا بأداء تجارب وتحليل البيانات لتفسير وراثة الصفات.

## مجالات عالم الوراثة
- علم الوراثة الطبية
- علاج جيني
- علم الجينوم
- البصمة الوراثية
- علم الجينوم
- فحص حديثي الولادة
- علم الصيدلة الجيني
- التعليم
- بروتيوميات
- التقانة الحيوية